# Mädara jõgi
Mädara jõgi (Mädarafloden) är ett vattendrag i Estland. Den är 37 km lång och är ett västligt biflöde till Pärnu. Dess källa ligger vid byn Piiumetsa i landskapet Järvamaa. Den rinner även igenom Raplamaa innan den flyter ihop med Pärnufloden i landskapet Pärnumaa.